# Skrzypaczowice
Skrzypaczowice – wieś w Polsce, położona w województwie świętokrzyskim, w powiecie sandomierskim, w gminie Łoniów.
W latach 1975–1998 miejscowość administracyjnie należała do województwa tarnobrzeskiego.
Przez miejscowość przebiega droga krajowa nr 79, z Krakowa do Sandomierza.

## Części wsi
| SIMC    | Nazwa    | Rodzaj    |
| ------- | -------- | --------- |
| 0798096 | Borowiec | część wsi |
| 0798104 | Doły     | część wsi |
| 0798110 | Podlesie | część wsi |
| 0798127 | Rozdole  | część wsi |

## Zabytki
Park dworski, wpisany do rejestru zabytków nieruchomych (nr rej.: A.700 z 19.12.1957).